# Камшот
Камшот (енгл. cumshot, cum shot, come shot), такође и поп шот (енгл. pop shot), мани шот (енгл. money shot) или, на српском, штрцај сперме, јесу термини коришћени за чин ејакулације на другу особу или неки предмет. Штрцаји сперме по лицу постали су уобичајени у порно-филмовима, најчешће у завршницама сцена.